# Eva Gonzalès
Eva Gonzalès, född 19 april 1849 eller 19 april 1847 i Paris, död i barnsäng där 5 maj 1883, var en fransk konstnär av spansk härkomst. Hon anses tillhöra impressionismen även om hon aldrig ställde ut med dem. Hon ställde regelbundet ut på Parissalongen från 1870 och framåt.
Gonzalès konst skildrar huvudsakligen kvinnor och barn i medelklassen och ett dåtida borgerligt liv. Hon var elev till Charles Chaplin och framför allt Édouard Manet som även målade ett berömt porträtt av henne.

## Biografi
Gonzalès var dotter till författaren Emmanuel Gonzalès och sångerskan Marie Céline Raguet. I föräldrahemmet hölls ofta soaréer som besöktes av kända författare och konstnärer. Från början fick hon utbildning hemma, men från 1866 studerade hon i Charles Chaplins studio avsedd för kvinnliga konstnärer. Chaplin målade framför allt motiv med kvinnor och var känd för att hans stil påminde om 1700-talskonsten.

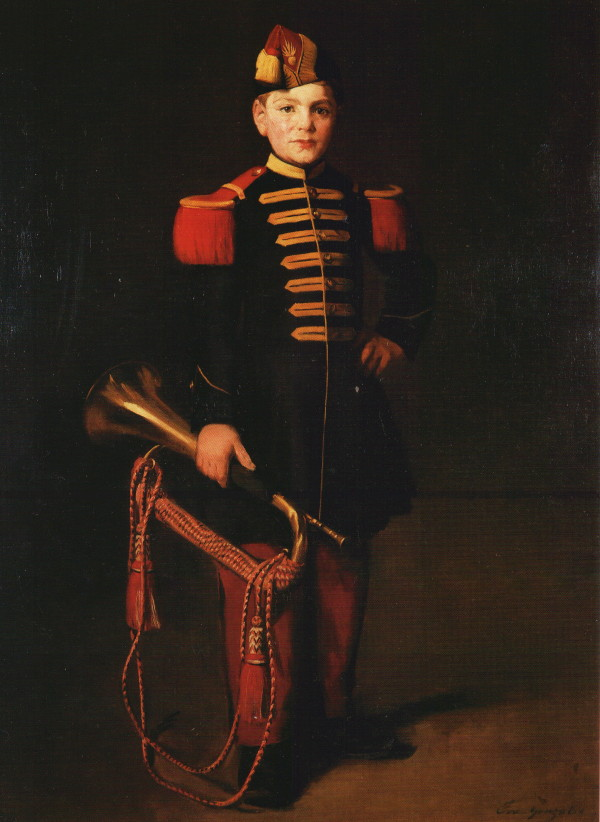
Enfant de troupe var en av de tre verk som Gonzalès ställde ut på sin första Parissalong 1870.

I början av 1869 lärde hon via Alfred Stevens känna Édouard Manet och Manet antog henne som sin enda formella elev. Under sommaren 1869 påbörjade Manet ett porträtt av Gonzalès sittande vid sitt staffli som 1870 ställdes ut på Salongen. Samma år debuterade Gonzalès vid Salongen med tre verk, bland annat Enfant de troupe.
I flera år fortsatte Gonzalès att ställa ut på Parissalongen. Hon fortsatte även sina lektioner med Manet, med undantag av det fransk-tyska kriget 1870-71. Varje söndag begav sig Manet till Gonzalès ateljé hemma hos hennes föräldrar och under 1870-talet förändrades deras relation från lärare-elev till att bli en mer jämlik relation mellan två konstnärer.
En av Gonzalès mest kända verk är Une Loge aux Italiens från 1874 som återfinns på Musée d'Orsay. Verket blev först avvisat av Salongen 1874, men ställdes ut 1879 och fick mycket beröm av besökarna på Salongen.
1879 gifte sig Gonzalès med graveraren Henri Guérard.
Gonzalès avled 1883 i barnsäng på grund av en blodpropp som uppstod vid förlossningen.

### Eftermäle
Efter Gonzalès död anordnade hennes man, far och en vän till familjen 1885 en retrospektiv utställning med Gonzalès verk för att hedra henne. Utställningen hölls i Salons de la Vie Moderne i Paris.

## Konstnärskap
I sitt måleri utmärkte sig Gonzalès genom sina skildringar av ett ganska tillbakadraget borgerligt liv, inte sällan genom att avbilda sin syster Jeanne Guérard-Gonzalès som också var konstnär. Ett särskilt fokus hamnade på det klosterliknande liv som många medelklasskvinnor förde i sina hem. 
Hennes verk och teknik särskiljer sig med sina färgval och flödande penseldrag. Något Gonzalès var extra skicklig i var användandet av pastell, något hon lärde sig av Chaplin och som hon mycket troligen förde vidare till Édouard Manet.

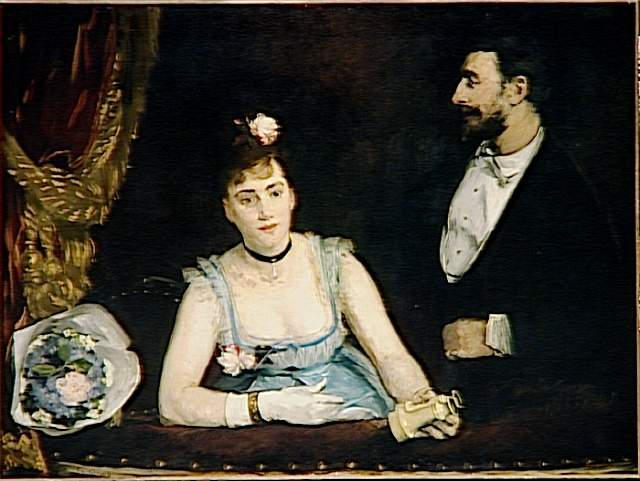
Une loge aux Italiens från 1874 är ett av Gonzalès mest kända verk.

Eva Gonzalès avbildade motiv som i många fall låg nära impressionisternas ambitioner. Hennes exakta relation till impressionismen har diskuterats, där vissa placerar henne i den impressionistiska traditionen. Andra menar att en sådan klassificering är en konsthistorisk förenkling och att hennes konst snarare borde ses som en del av realismen.

## Målningar av Gonzalès

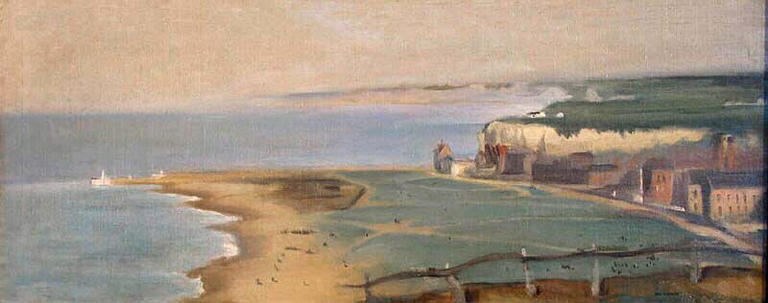
La Plage de Dieppe (1871), Château de Dieppe.
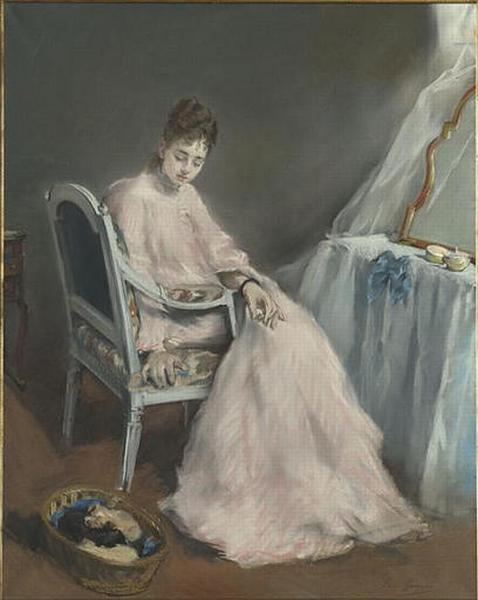
La Nichée (1873–1874), National Museum of Women in the Arts. Washington D.C.
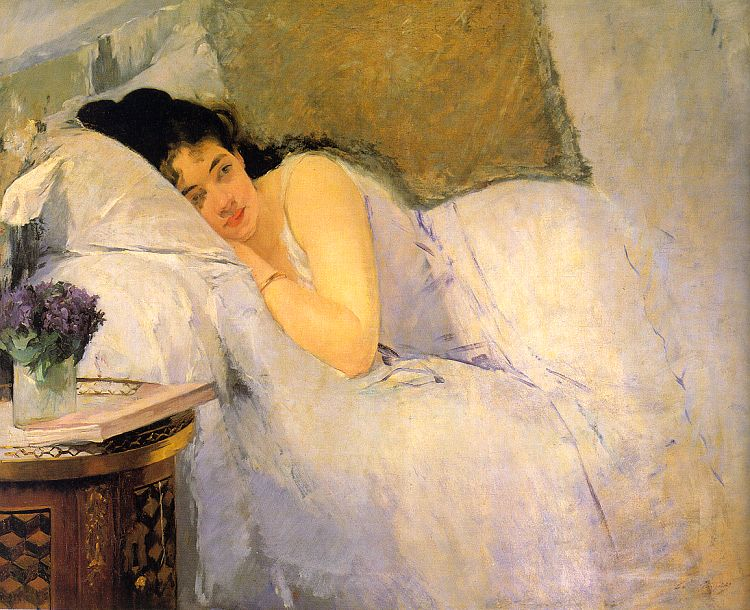
Le Réveil (1876), Kunsthalle Bremen.
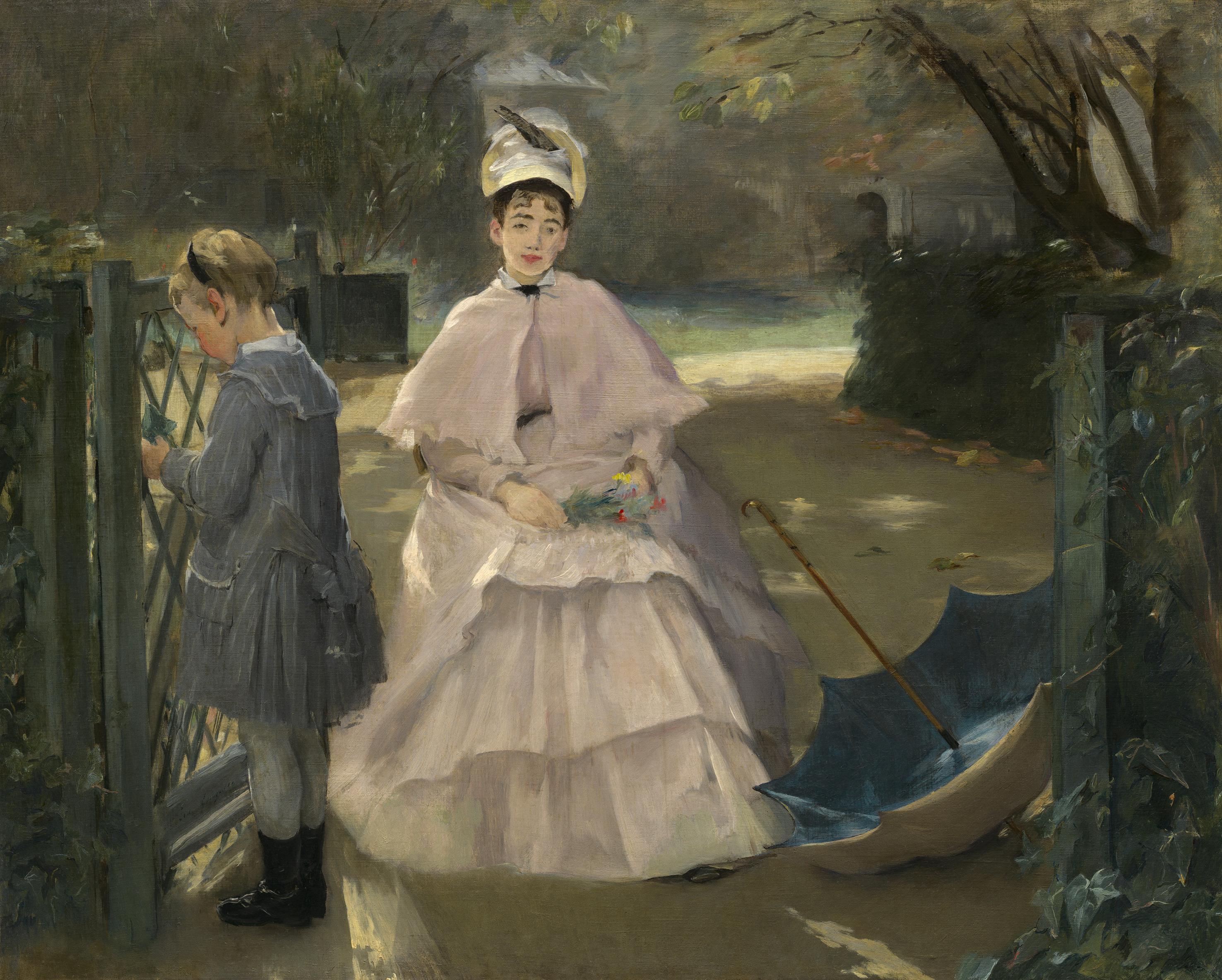
Nounou avec enfant (1877–1878), National Gallery of Art.
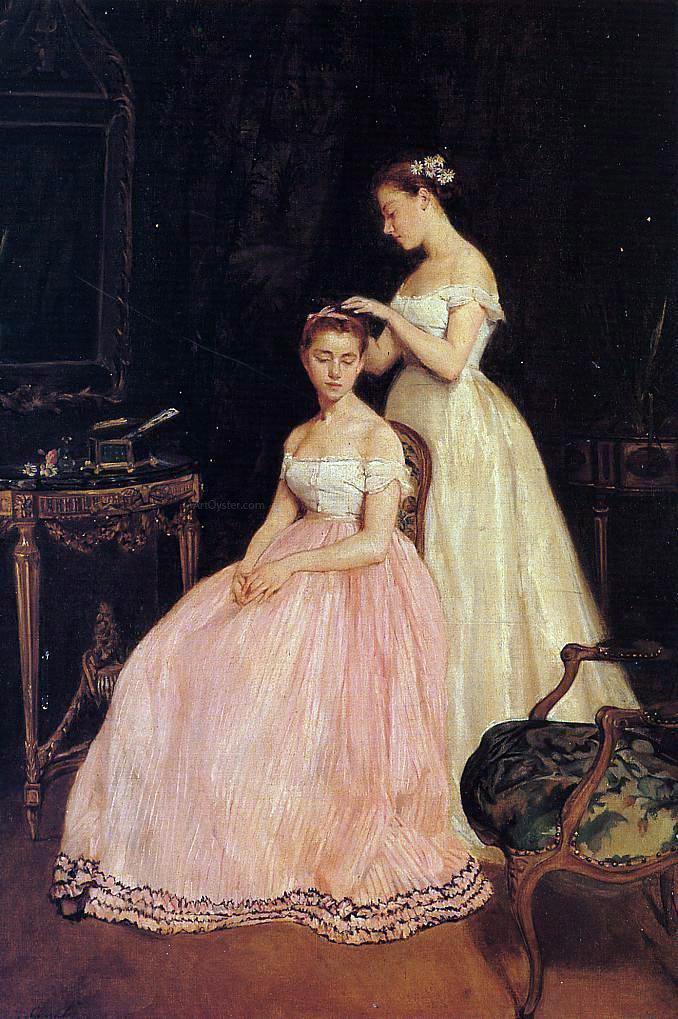
La Toilette (1879).
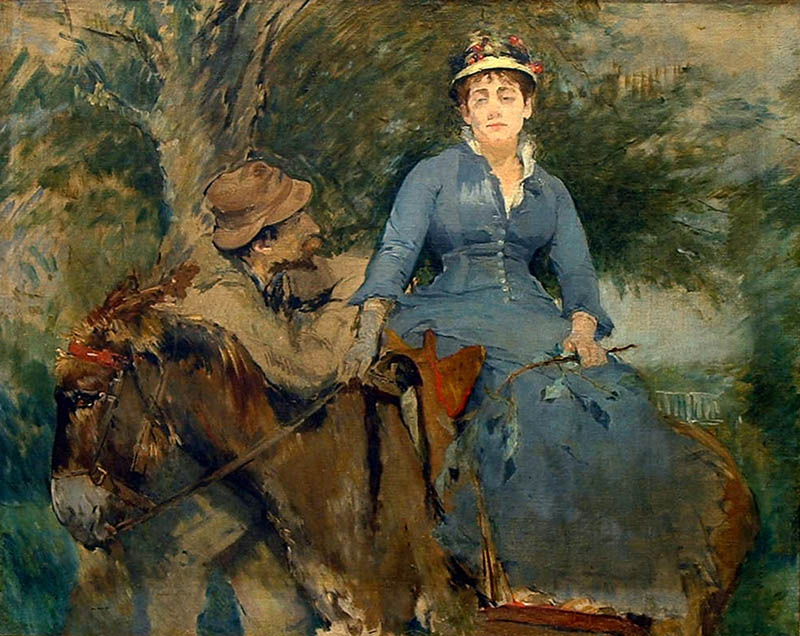
La Promenade à dos d'âne (1880), Bristol City Museum and Art Gallery.
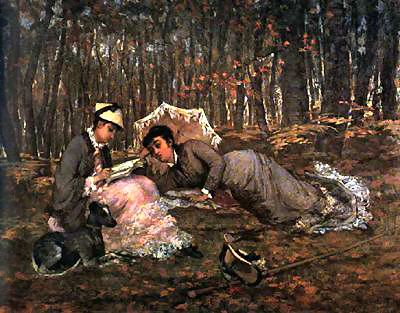
Lecture dans une clairière (1880), Petit Palais.
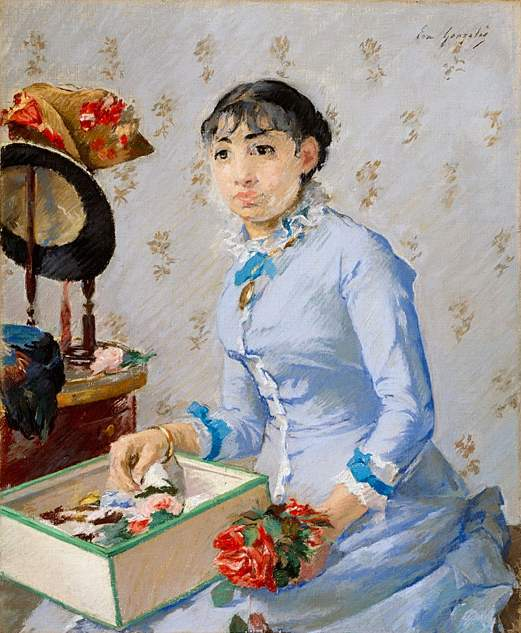
Une Modiste (1882–1883), Art Institute of Chicago.